# Harkishan Singh Surjeet
Harkishan Singh Surjeet, född 23 mars 1916 i Bandala, Jalandhar, Punjab, död 1 augusti 2008 i Noida, Uttar Pradesh, var en indisk kommunistisk politiker från delstaten Punjab. Han var generalsekreterare i Communist Party of India (Marxist) 1992–2005. 
Surjit började sin politiska karriär i självständighetsrörelsen som en anhängare till  Bhagat Singh, vars rörelse Naujawan Bharat Sabha han anslöt sig till 1930. Surjit anslöt sig 1936 till Communist Party of India. Vid partisöndringen 1964 anslöt sig Surjit till Communist Party of India (Marxist). Surjit var politiskt aktiv upp i mycket hög ålder.